# André Trousselier
André Trousselier (Parigi, 29 maggio 1887 – Parigi, 10 aprile 1968) è stato un ciclista su strada francese, professionista nei primi anni del XX secolo.

## Carriera
Corridore adatto alle corse di un giorno, riuscì in carriera ad imporsi nella prima Liegi-Bastogne-Liegi aperta a corridori professionisti (risultò essere per 21 anni, fino al 1930 l'unico corridore non belga ad aver vinto tale corsa). Aveva 2 fratelli, anche loro ciclisti: Louis Trousselier e Leopold Trousselier.

## Palmarès

### Strada
- 1907 (due vittoria)

2ª tappa Giro del Belgio amatori (Verviers > Sint-Truiden)
4ª tappa Giro del Belgio amatori (Anversa > Blankenberge)
- 1908 (una vittoria)

Liegi-Bastogne-Liegi

## Piazzamenti

### Classiche monumento
- Liegi-Bastogne-Liegi

1908: vincitore